# 黄自
黄 自（こう じ、HUANG Zi、1904年3月23日 - 1938年5月9日）は、中国の作曲家。字は今吾（こんご）。

## 経歴
江蘇省川沙県の知識人の家庭に生まれ、幼時より音楽に親しむ。1924年からアメリカ合衆国に留学し、オハイオ州のオーバリン大学で心理学を学んだ後、イェール大学で西洋音楽の理論と作曲を学び、1929年に卒業作品として『懐旧』序曲を作曲している。帰国後、上海音楽専科学校で教鞭をとり、賀緑汀ら多くの作曲家を育てた。作品には中華民国国旗歌をはじめ、映画『都市風光』の序曲である『都市風光幻想曲』や、オラトリオ『長恨歌』などがある。今日では主に『踏雪尋梅』などの歌曲が愛唱されている。
1938年、腸チフスのため上海で急逝した。
国民政府のために抗戦歌曲を多数作曲したことにより、中華人民共和国成立後はブルジョワ音楽家として否定され続けたが、改革開放後に再び評価されるようになった。

### 作品の演奏
- 歌曲『玫瑰三願』 - YouTube
- 歌曲『花非花』 - YouTube
- 歌曲『思郷』 - YouTube
- 歌曲『春思曲』 - YouTube
- 歌曲『卜算子』 - YouTube
- 歌曲『踏雪尋梅』 - YouTube